# Bob Nyanja
Bob Nyanja (Nairobi, ...) è un regista keniano.

## Biografia
Dopo Malooned! e altri lavori per la televisione, Bob Nyanja ha confermato il suo interesse per il dialogo tra le persone e i popoli anche con un clip, Kenya Sings India (2'; online su YouTube), preparato per il Pangea Day del 10 maggio scorso, in cui mette in scena dei keniani che cantano l'inno nazionale indiano. 
Per Malooned! ha ricevuto il premio Signis per il Talento Est Africano.

## Filmografia parziale
- Malooned! (2007)
- The Rugged Priest (2011)
- The Captain of Nakara (2012)